# مارکوس دورراک
مارکوس دورراک (انگلیسی: Markus Dworrak؛ زادهٔ ۲۳ ژانویهٔ ۱۹۷۸) بازیکن فوتبال اهل آلمان است.
از باشگاه‌هایی که در آن بازی کرده‌است می‌توان به باشگاه فوتبال دینامو درسدن، باشگاه فوتبال کلن، باشگاه فوتبال گروتر فورث، باشگاه فوتبال ماینتس ۰۵، باشگاه فوتبال قوت-وایس ارفورت، و باشگاه فوتبال انرژی کوتبوس اشاره کرد.